# Camponotus leonardi
Camponotus leonardi é uma espécie de inseto do gênero Camponotus, pertencente à família Formicidae.